# منتخب السويد للباندي
منتخب السويد الوطني للباندي (بالسويدية: Sveriges herrlandslag i bandy)‏ هو ممثل السويد الرسمي في المنافسات الدولية في الباندي في فئة الباندي للرجال.